# Thierry Chenal
Thierry Chenal, född 2 november 1992, är en italiensk skidskytt som debuterade i världscupen i december 2017. Hans första pallplats i världscupen kom när han tillsammans med det italienska laget blev tvåa i stafett den 7 januari 2018 i Oberhof i Tyskland.